# Eva Hoffmann-Aleith
Renate Eva Olga Hoffmann-Aleith (* 26. Oktober 1910 in Bergfeld, Landkreis Bromberg, Provinz Posen als Eva Aleith; † 24. Februar 2002 in Kloster Marienfließ (Prignitz) bei Stepenitz) war eine deutsche evangelische Pastorin, Lehrerin und Schriftstellerin.

## Leben
Aufgewachsen in Berlin, studierte Eva Aleith an der dortigen Friedrich-Wilhelms-Universität Latein und Evangelische Theologie und promovierte nach dem 1935 vor dem Konsistorium abgelegten ersten Examen bei Hans Lietzmann in Kirchengeschichte (Paulusverständnis im 1. und 2. Jahrhundert. Berlin 1937). Nach ihrem Vikariat legte sie 1938 ihr zweites Examen ab und heiratete Wilhelm Hoffmann, mit dem sie im selben Jahr nach Hohenwerbig im Fläming zog, wo er eine Pfarrstelle innehatte. Als er ab Juni 1940 als Soldat in den Zweiten Weltkrieg zog, vertrat sie ihn als „geistliche Hilfskraft“ und setzte dies kurz darauf im westbrandenburgischen Stüdenitz fort, nachdem Hoffmann in Abwesenheit in die Pfarrstelle an der Dorfkirche Stüdenitz berufen wurde. Da Hoffmann nach Rückkehr aus der Kriegsgefangenschaft 1948 wegen Kriegsvergehen vom Dienst suspendiert wurde, führte sie die Amtsgeschäfte weiter und übernahm die Pfarrstelle (nach Scheidung von ihrem Mann 1950) auf Grundlage des Pfarrvikarinnengesetz von 1952 und ihrer Ordination durch den Potsdamer Generalsuperintendenten Walter Braun zur Pfarrvikarin. Auch nach ihrer Pensionierung 1974 wohnte sie im Pfarrhaus, bis sie kurz vor ihrem Tod 2002 in ein Altersheim ziehen musste. 1963 heiratete Hoffmann-Aleith den Berliner Theologen Fritz Hempel, von dem sie aber meist getrennt lebte. Als erste Pfarrerin in der Region ebnete sie den folgenden Pastorinnen den Weg.

## Wirken
In den 1950er Jahren veröffentlichte Hoffmann-Aleith verschiedene Schriften zu praktisch-theologischen Fragen, unter anderem 1953 die Broschüre Die Frau auf der Kanzel?, ein Plädoyer für Frauen im Pastorenamt. Darüber hinaus schrieb sie zahlreiche Beiträge in Zeitungen und Zeitschriften. 1954 nahm sie die Arbeit an Biographien historischer Persönlichkeiten wieder auf und verfasste neben ihrem Pfarramt rund ein Dutzend Bücher, die teilweise mehrere Auflagen erreichten. Vorwiegend beschrieb sie das Leben von Frauen, deren Leistungen ihrer Meinung nach nie recht gewürdigt worden waren, z. B. Charlotte von Lestwitz, genannt Frau von Friedland, Ellen Franz, die spätere Freifrau von Heldburg, und Louise von François. Aber auch für die Maler Ludwig Wucke und Julius Schnorr von Carolsfeld ist Eva Hoffmann-Aleith die einzige Biografin. Erzählungen in Anthologien und eigenen gesammelten Ausgaben runden das Bild ihrer schriftstellerischen Tätigkeit ab.
Neben dem Schreiben schuf sie Aquarelle und betätigte sich zum Ausgleich in ihrem Garten mit seltenen Gehölzen.

## Gedenken

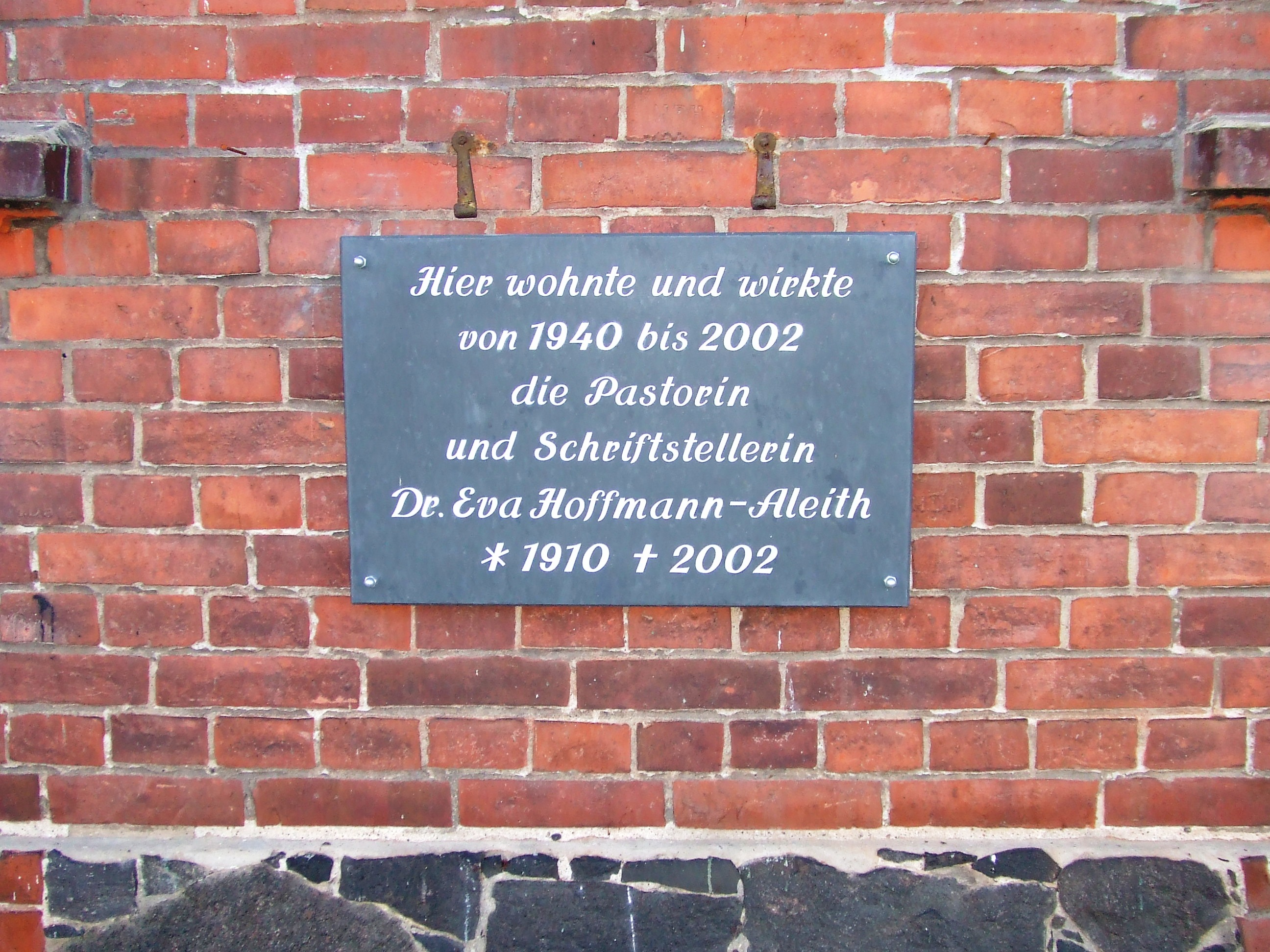
Gedenktafel am Pfarrhaus

Am Pfarrhaus in Stüdenitz, in dem sie die längste Zeit ihres Lebens verbrachte, erinnert heute eine Gedenktafel an ihr Wirken.
Der Förderverein „Kirche Stüdenitz“ vergibt seit 2008 den Eva-Hoffmann-Aleith-Preis für junge Literatur an jugendliche Autoren mit Schulort oder Wohnsitz im Landkreis Ostprignitz-Ruppin.

## Schriften

### Biografien
- Amalie Sieveking. Vandenhoeck & Ruprecht, Göttingen 1940 (über Amalie Sieveking (1794–1859), die Gründerin des ersten Vereins für weibliche Krankenpflege).
- Tusnelda von Saldern, Vandenhoeck & Ruprecht, Göttingen 1940 (über Thusnelda von Saldern (1837–1910), Oberin des Oberlinhauses in Potsdam-Nowawes (Potsdam-Babelsberg)).
- Anna Melanchthon. Evangelische Verlagsanstalt, Berlin 1954; 8. Auflage 1983 (über Anna Melanchthon (1522–1547), Tochter des Reformators Philipp Melanchthon).
- Herr Philippus. Erzählungen um Melanchthon. Evangelische Verlagsanstalt, Berlin 1960; 2. Auflage 1961 (über Philipp Melanchthon (1497–1560) Reformator, Mitstreiter Martin Luthers).
- Der Freiherr. Luther Verlag, Witten 1960 (über Carl Hildebrand von Canstein (1667–1719), Gründer der Halleschen Bibelanstalt).
- Wege zum Lindenhof. Evangelische Verlagsanstalt, Berlin 1967; 4. Auflage 1985 (über das Ehepaar Philipp und Marie Nathusius, Gründer der Neinstedter Anstalten).
- Teufelszwirn. Evangelische Verlagsanstalt, Berlin 1970 (über einen Streit zwischen Pfarrer und Gutsherrn im Bautzener Land ums Wissebier und ums Tanzen).
- Frau von Friedland. Evangelische Verlagsanstalt, Berlin 1978; 2. Auflage 1981; Neuauflage: Förderkreis Barnim-Oderbruch e.V., Bad Freienwalde 1994 (über Helene Charlotte von Friedland (1754–1803), Gutsbesitzerin und fortschrittliche Landwirtin).
- Johanne. Evangelische Verlagsanstalt, Berlin 1980; 2. Auflage 1987 (über Johanne Nathusius (1828–1885), Schwester von Philipp von Nathusius, Begründerin des Elisabeth-Stifts und anderer Heime in Neinstedt).
- Leuchtende Stunde. Evangelische Verlagsanstalt, Berlin 1984 (über die Jugend des Malers Julius Schnorr von Carolsfeld (1794–1872), der zum Kreis der „Lukasbrüder“ später „Nazarener“ genannt, gehörte).
- Ellen Franz, Evangelische Verlagsanstalt, Berlin 1989 (über Ellen Franz (1839–1923), Pianistin und Schauspielerin, spätere Freifrau von Heldburg).
- Ein Fräulein aus Weissenfels. Haag und Herchen, Frankfurt/Main 1992, ISBN 3-89228-777-5; 2. Aufl. 2007 (über Marie Louise von François (1817–1893), Schriftstellerin in Weißenfels).
- Licht in der Nacht. Haag und Herchen, Frankfurt/Main 1998, ISBN 3-86137-666-0 (über den blinden Dichter Ludwig Wucke (1807–1883) aus Bad Salzungen).

### Weitere Werke
- Das Paulusverständnis in der alten Kirche. de Gruyter, Berlin 1937.
- Tiere und Menschen, 11 Erzählungen, Verlag Haag und Herchen, Frankfurt/Main 1992.
- Statt Blumen, 15 Erzählungen, Verlag Haag und Herchen, Frankfurt/Main 1996.
- Eine Kanne Wasser. In: Mehr Frieden ist kein Wintermärchen, Anthologie, Verlag Haag und Herchen, Frankfurt/Main 1994.

Ein Verzeichnis der Veröffentlichungen, darunter zahlreiche Artikel und Beiträge für kirchliche Zeitschriften aus den Jahren 1936 bis 1995, zusammengestellt von Uwe Czubatynski, findet sich in: Evangelische Kirche in Berlin-Brandenburg. Archivbericht Nummer 6 / November 1996. Herausgegeben im Auftrag des Konsistoriums (Redaktion: Jürgen Stenzel), S. 78–81.

## Nachlass
Das Lila Archiv ist von der Autorin beauftragt, ihren schriftlichen Nachlass zu bewahren und zu betreuen. Es gibt im Land Brandenburg mehr als ein Dutzend Gedenkstätten für Männer, aber bisher keine entsprechenden Würdigungen für Frauen.
Zur Unterstützung dieses Anliegens ist ein Förderkreis im Entstehen, um ein Gedenk-Haus für Eva Hoffmann-Aleith aufzubauen.